# Équipe de Grèce de cricket
L'équipe nationale grecque de cricket (en grec moderne : Εθνική ομάδα κρίκετ της Ελλάδας) est l'équipe qui représente la Grèce lors des compétitions internationales masculines de cricket.
Elle est sous le patronage de la fédération grecque de cricket (en) qui a la particularité d'être la seule fédération sportive grecque basée non pas à Athènes, mais à Corfou. Cela tient au fait que ce sport est principalement pratiqué sur l'île de Corfou, héritage de la domination britannique sur les îles Ioniennes entre 1815 et 1864.
Elle est un membre affilié de l'International Cricket Council depuis 1995 et un membre associé depuis 2017.